# Clemente di Ocrida
Clemente di Ocrida (Ocrida, 840 circa – Ocrida, 916) è stato un vescovo macedone, venerato come santo dalla Chiesa ortodossa e dalla Chiesa cattolica. Insieme con Cirillo e Metodio e ai loro discepoli Gorazd, Naum, Angelario e Sava è annoverato nell'elenco del «Santo settenario». Nel calendario gregoriano è commemorato il 27 luglio e nel calendario giuliano il 9 agosto.

## Biografia
Sono giunte scarse notizie sulla sua giovinezza. Secondo Teofilatto di Ocrida, Clemente nacque nel sud-ovest dell'impero macedone, in una regione allora nota come Kutmičevica (che comprendeva il sud-ovest dell'attuale Macedonia e regioni dell'Albania e della Macedonia greca).

### Evangelizzazione
Seguì giovanissimo Metodio, prima nella Grande Moravia, poi a Roma nell'868, dove fu ordinato presbitero. Dopo la morte di Cirillo a Roma, Clemente accompagnò Metodio nel viaggio verso la Pannonia. Lavorando con i suoi maestri, avrebbe contribuito all'adattamento della liturgia orientale nella lingua locale.
In Moravia, in seguito alla morte di Metodio, lottò a fianco di Gorazd contro il clero germanico locale, avverso all'adattamento slavo della liturgia; Per questi contrasti venne dapprima imprigionato e poi espulso.
Secondo la leggenda, nella fuga dal Paese venne aiutato dal padre di una persona che avrebbe fatto resuscitare.
Dopo essere passato per Belgrado e aver attraversato il Danubio, trovò ospitalità in Bulgaria insieme ad altri discepoli di Cirillo e Metodio, tra l'885 e l'886, con i quali fu inviato nell'antica capitale Pliska.
Il re Boris spinse per l'adozione della lingua slava nella liturgia come mezzo per conservare la propria indipendenza politica dall'impero bizantino. Qui Clemente si sarebbe dedicato alla semplificazione dell'alfabeto cirillico e contribuì alla fondazione di due scuole di antico bulgaro.
Tra l'886 e l'893 nella sua regione natale, a Ocrida (o Ochrida, nell'attuale Macedonia del Nord), formò circa 3500 discepoli in antico slavo ecclesiastico e in alfabeto glagolitico.

### Episcopato
Il re Simeone I continuò a incoraggiare l'evangelizzazione e, tra l'893 e l'894, nominò Clemente «primo vescovo di lingua bulgara», per la diocesi di Belika (o Velika o Drembica; Drama, secondo il martirologio romano). In questo ruolo, si adoperò in poco tempo per organizzare la gerarchia ecclesiastica della Bulgaria, alla cui recente evangelizzazione continuava ad adoperarsi.
Fu particolarmente legato al monastero di san Pantaleo a Ocrida, dove avrebbe voluto ritirarsi anzitempo e a cui dovette rinunciare su pressione del popolo, che reclamava la guida di un vescovo del suo stampo, che aveva personalmente istruito il clero della diocesi.
In compenso il monastero fu il luogo della sua sepoltura e divenne meta di pellegrinaggio da parte dei suoi devoti.

## Eredità culturale

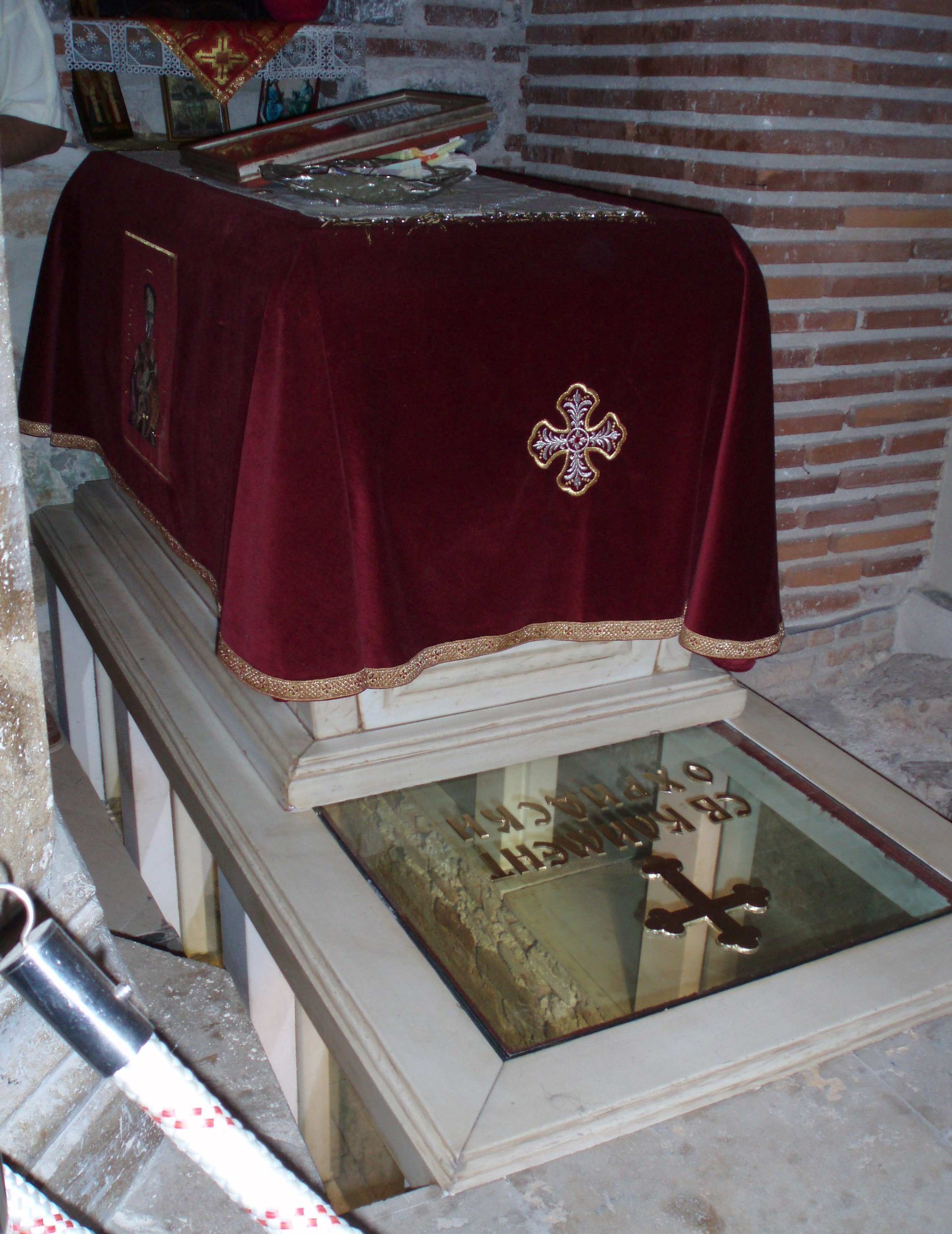
Tomba di San Clemente di Ocrida nel monastero di San Pantaleone, Repubblica di Macedonia

Clemente è stato uno dei più prolifici e importanti autori in paleoslavo. Gli sono attribuite significative testimonianze della letteratura paleoslava, tra cui l'Agiografia di San Cirillo e San Metodio, la traduzione di canti liturgici per il periodo dalla Pasqua alla Pentecoste, l'Ufficio Divino e la Vita di san Clemente Papa, numerosi sermoni e panegirici, nonché il più antico Ufficio divino dedicato a Cirillo e Metodio.
Gli viene attribuito un ruolo nell'invenzione dell'alfabeto cirillico, sebbene questo sia da ascrivere alla scuola di Preslav all'inizio del X secolo.
La prima università bulgara moderna, l'Università di Sofia, fondata nel 1888, è intitolata a lui.

## Culto
È considerato il primo vescovo della Chiesa ortodossa bulgara.
Clemente è il santo patrono della Macedonia del Nord e della Chiesa ortodossa macedone, oltre che della città di Ocrida.

Nella sua memoria liturgica è accompagnato dai santi Gorazd, Naum di Ocrida, Angelario e Sava di Bulgaria (o Saba), collettivamente chiamati "apostoli della Bulgaria" per la loro attività di proselitismo: 
 Nel novembre 2007, la Chiesa macedone donò parte delle sue reliquie alla Chiesa bulgara come segno di riconciliazione.